# Encadenamiento de Lucas
En matemáticas una cadena de Lucas es una suma encadenada restringida, cuyo nombre se debe al matemático francés Edouard Lucas. Es una secuencia, tal que:
a0, a1, a2, a3, ...
que satisface:
a0=1,
y
para cada k > 0: ak = ai + aj, y cualquiera ai = aj o |ai − aj| = am, para algún i, j, m < k.
La secuencia de potencias de 2 (1, 2, 4, 8, 16, ...) y la secuencia de Fibonacci (con un ajuste en el primer término de la serie 1, 2, 3, 5, 8, …) son ejemplos simples de encadenamientos de Lucas.
- Datos: Q6696364